# Yoreli Rincón
Yoreli Rincón, född 27 juli 1993 i Piedecuesta, är en colombiansk fotbollsspelare.

## Karriär
Rincón började att spela fotboll i den colombianska ligan som tolvåring, och vann ligan med Tolima 2007. Hon hade planer på att spela college-fotboll för Indiana University med början under 2011.
Rincón spelar som mittfältare i det colombianska landslaget och gjorde bland annat fem mål när Colombia slutade på andra plats i Sudamericano Femenino 2010, vilket hjälpte Colombia att kvalificera sig till sitt första VM någonsin. Hon spelade även för Colombia i U17-VM 2008 och i U20-VM 2010.